# Matrimonio igualitario en Nepal
En Nepal el matrimonio igualitario es legal desde el 24 de abril de 2024 tras la emisión de una orden provisional por el Tribunal Supremo que fuerza al gobierno a realizar los cambios legislativos necesarios para permitir el registro de parejas no heterosexuales en el país, así como a llevar a cabo registros temporales hasta que esto ocurra.

## Historia
El 17 de noviembre de 2008 la Sarbochha Adalat, la Corte Suprema de Nepal, se pronunció a favor de legislar con el objetivo de garantizar los plenos derechos de las personas gais, lesbianas, transexuales, bisexuales e intersexuales, así como de que todas las minorías de género deban ser definidas como «personas físicas» en virtud de la ley, incluyendo el derecho a contraer matrimonio. «Esta es una decisión histórica para las minorías sexuales y le damos la bienvenida», dijo Sunil Babu Pant, primer legislador de Nepal en hacer pública su homosexualidad y un importante activista por los derechos gay en el sur de Asia.
La corte pidió al gobierno que forme un comité para estudiar las leyes de parejas entre personas del mismo sexo en otros países y pidió que la nueva ley no discrimine a las minorías sexuales, incluyendo el travestismo y las personas transexuales.
El 22 de marzo de 2009, Pant dijo en una entrevista al Indo-Asian News Service, una importante agencia de noticias privada india, que «aunque la Corte haya aprobado el matrimonio entre personas del mismo sexo, el gobierno todavía tiene que promulgar una ley», señalando que mientras que un mismo proyecto de ley de matrimonio homosexual había sido ordenado por el Tribunal Supremo, aún no se había redactado ni votado y mucho menos legislado.  
En junio de 2009, Pant dijo que el proceso acababa de empezar. «Nepal se encuentra en un período de transición y todo parece moverse lentamente. El comité de siete miembros se ha formado y acaba de comenzar a trabajar para estudiar los proyectos de matrimonio del mismo sexo en otros países. Esperemos que elaboren la propuesta de ley de matrimonio entre personas del mismo sexo pronto y la envíen al Gobierno para su aprobación.»
Varias fuentes informaron que el matrimonio entre personas del mismo sexo y la protección de las minorías sexuales se incluirían en la nueva Constitución de Nepal, que se estaba redactando.
Nepal actualmente tiene una Constitución Interina. La Constitución Interina provee una Asamblea Constituyente, que está a cargo de escribir la Constitución permanente de Nepal. La AC trabajó en el proceso de preparar un primer borrador de la nueva Constitución. Bajo los términos de la Constitución Interina, la nueva Constitución tenía que ser promulgada antes del  30 de noviembre de 2011, pero una extensión final de seis meses, fue otorgada antes de la fecha límite, cambiando la fecha máxima de promulgación al 31 de mayo de 2012.
Las negociaciones en la formación de la nueva Constitución fallaron y el primer ministro disolvió la Asamblea Constituyente el 28 de mayo de 2012, en preparación para las nuevas elecciones. Como resultado, el futuro del matrimonio entre personas del mismo sexo es incierto.
En noviembre de 2013 se celebraron elecciones para la Asamblea Constituyente, siendo retrasada la votación en varias ocasiones, habiendo sido prevista originalmente para noviembre de 2012. En febrero de 2014 Sushil Koirala fue elegido primer ministro, volviendo la estabilidad política al país y abriendo el camino para aprobar la nueva constitución.

### Orden provisoria del Tribunal Supremo del 28 de junio de 2023
El 28 de junio de 2023, el miembro del tribunal supremo Til Prasad Shrestha emitió una orden provisoria que fuerza al gobierno a realizar los cambios necesarios para permitir el registro de matrimonios entre personas no heterosexuales en el país a través de una enmienda al Código Civil Nacional de año 2017, cuyo texto describe que «el matrimonio es entre un hombre y una mujer que se aceptan mutuamente como marido y esposa». La orden provisoria obliga a registrar los matrimonios de parejas del mismo sexo y otras minorías sexuales de forma «temporal» hasta que exista legislación que permita la ratificación de la unión permanentemente.
Esta orden se dio como respuesta a una petición llevada a cabo por el ciudadano nepalí Adhip Pokharel y su pareja, de nacionalidad alemana, Tobias Volz. Ambos contrajeron matrimonio en Alemania en el año 2018, y su unión solo fue reconocida en Nepal después de llevar a cabo una apelación al Tribunal Supremo con el objetivo de conseguir que Tobias obtuviese un visado permanente en Nepal. Este fue concedido el 20 de marzo de 2023.
La última semana de noviembre de 2023, el Ministerio del Interior nepalí permitió que las administraciones locales comenzaran a proporcionar el registro de matrimonios entre personas del mismo sexo. Esto convirtió a Nepal en el primer país en Asia meridional, el segundo en Asia después de Taiwan y el número 35 en el mundo en permitir esta institución.